# Dasydorylas australinus
Dasydorylas australinus är en tvåvingeart som beskrevs av Kuznetzov 1994. Dasydorylas australinus ingår i släktet Dasydorylas och familjen ögonflugor. Inga underarter finns listade i Catalogue of Life.